# یاشا واگنومن
یاشا مامادو کارابو واگنومن (زادهٔ ۱۱ دسامبر ۲۰۰۰) یک بازیکن فوتبال آلمانی است که به عنوان مدافع در بوندس‌لیگا ۲ و باشگاه هامبورگ بازی می‌کند. او دارای سابقه حضور در آکادمی هامبورگ است و هم‌اکنون نماینده آلمان در سطح تیم ملی جوانان (زیر ۲۱ سال) است.

## دوران باشگاهی

### هامبورگ

#### ابتدای حضور
واگنومن در سال ۲۰۱۰ به هامبورگ پیوست و سطوح مختلف و رده‌های سنی نوجوانان و جوانان را در این باشگاه طی کرد. در فوریه ۲۰۱۸، به دنبال عملکرد چشمگیر در تیم‌های جوانان، سرمربی جدید همبورگ، برند هولرباخ، او را به تیم اصلی دعوت کرد.
در ۱۰ مارس ۲۰۱۸، واگنومن اولین بازی خود را برای تیم اصلی در بوندس‌لیگا و مقابل بایرن مونیخ انجام داد. او در دقیقه ۷۰ به بازی آمد و جایگزین والاس شد. در نهایت هامبورگ با نتیجه ۰–۶ در خانه شکست خورد. او با سن ۱۷ سال و ۸۹ روز به جوانترین بازیکنی تبدیل شد که تا به حال در بوندس‌لیگا برای هامبورگ بازی کرده‌ است. تحت مربیگری کریستین تیتز، واگنومن در آن فصل حضور چندانی در تیم اصلی نداشت. با این حال، او ۲۰ بازی در لیگ زیر ۱۹ سال برای تیم جوانان هامبورگ انجام داد و دو گل به ثمر رساند.

#### سال‌های ۲۰–۲۰۱۸
قبل از آغاز فصل ۱۹–۲۰۱۸، واگنومن یک قرارداد دو ساله جدید با هامبورگ امضا کرد که باعث شد تا قبل از تولد هجده سالگی خود، عضوی از تیم اصلی شود. قبل از تعطیلات زمستانی، او چهار بازی در بوندس‌لیگا ۲ انجام داد. در ادامه سرمربی تیم کریستین تیتز و جانشین او، هانس ولف، ترجیح دادند تا از گوتوکو ساکای و داگلاس سانتوس به عنوان مدافع در تیم اصلی استفاده کنند.
در آخر فصل، واگنومن برای بازی در تیم فرصت بیشتری پیدا کرد. او فصل را با ۱۱ بازی در لیگ برای تیم اصلی به پایان رساند و هفت بازی دیگر و یک گل، حاصل کار او در تیم دوم هامبورگ و سطح چهارم فوتبال آلمان (لیگ منطقه‌ای آلمان) بود.
در ابتدای فصل ۲۰–۲۰۱۹، واگنومن زیر نظر سرمربی جدید خود، دیتر هکینگ، نیمکت نشین شد و بیشتر در تیم دوم هامبورگ بازی می‌کرد. به عنوان بخشی از تیم دوم هامبورگ، او سه بازی در لیگ منطقه‌ای انجام داد که در آن سه گل به ثمر رساند. پس از اینکه یان گیامرا مدافع راست تیم در اواسط سپتامبر دچار شکستگی شد، واگنومن در بازی بعدی جایگزین او در ترکیب اصلی شد و پنج بازی متوالی انجام داد که در آن یک گل به ثمر رساند. در ماه اکتبر، او در مسابقه جام حذفی آلمان مقابل اشتوتگارت از ناحیه پا آسیب دید که او را برای چند ماه از بازی‌ها دور کرد. در غیاب او، خالد ناری و جردن بیر که صورت قرضی در پنجره نقل و انتقالات ژانویه به هامبورگ پیوسته بودند، در پست دفاع راست جایگزین او شدند و بازی کردند. در آوریل ۲۰۲۰، واگنومن بهبود یافت و قرارداد خود را برای مدت چهار سال در دوران دنیاگیری کویید-۱۹ تمدید کرد. هنگامی که لیگ در اواسط ماه مه از سر گرفته شد، واگنومن به عنوان دفاع راست در بوندس‌لیگا ۲ به ترکیب اصلی بازگشت و مقابل گروتر فورث بازی کرد. او فصل را با ۱۶ بازی در بوندس‌لیگا ۲ به پایان رساند و یک گل به ثمر رساند.

#### فصل ۲۱–۲۰۲۰
در اولین روز بازی در فصل ۲۱–۲۰۲۰، واگنومن زیر نظر سرمربی جدید دانیل تیون برای بازی مقابل فورتونا دوسلدورف (پیروزی ۲–۱) در ترکیب اصلی قرار داشت، اما در هفته بعد و در تمرینات دچار پارگی رباط شد. این باعث شد او چند هفته از بازی‌ها دور شود، پس از بازگشت در هفته پنجم، او در بازی‌های بعدی روی نیمکت قرار گرفت و یان گیامرا جایگزین او در زمین بود. واگنومن به دلیل مصدومیت گیامرا، دوباره به ترکیب بازگشت و در ۵ دسامبر ۲۰۲۰ در باخت خانگی ۰–۱ مقابل هانوفر بازی کرد. او تا پایان نیم فصل اول، بازیکن ثابت بود و ۲ گل به ثمر رساند. در پیروزی ۴–۲ مقابل آینتراخت برانشوایگ در ۲۳ ژانویه ۲۰۲۱، واگنومن پس از پارگی رباط در مچ پای راست خود در نیمه دوم تعویض شد. او یک ماه بعد دوباره برگشت. اما به دلیل کشیدگی ران، دو بازی آخر فصل را از دست داد. واگنومن فصل را با ۲۴ بازی در لیگ داخلی به پایان رساند که در آن ۲ گل به ثمر رساند. هامبورگ برای سومین فصل متوالی به سطح اول فوتبال آلمان صعود نکرد و چهارم شد.
در پیش فصل ۲۲–۲۰۲۱، واگنومن دچار کشیدگی عضلانی شد و دو بازی اول فصل را از دست داد. در سومین بازی فصل، واگنومن به عنوان یار تعویضی به جای یان گیامرا وارد زمین شد، اما دوباره به دلیل پارگی تاندون از زمین خارج شد. انتظار می‌رود که او دو ماه از میادین دور باشد.

## بازی‌های ملی
واگنومن که واجد شرایط بازی برای آلمان و ساحل عاج است. او سابقه حضور در رده‌های سنی زیر ۱۷ سال تا زیر ۲۰ سال را در کارنامه دارد. در اکتبر ۲۰۱۷، او به عنوان جایگزین کیلیان لودویگ مصدوم، در رقابت‌های قهرمانی اروپا زیر ۱۷ سال ۲۰۱۷ وارد زمین شد. او سه بار برای تیم زیر ۱۷ سال آلمان به میدان رفت.
در مارس ۲۰۱۸، واگنومن یک بازی برای تیم زیر ۱۸ سال آلمان انجام داد و دو بار برای تیم زیر ۱۹ سال آلمان در نوامبر ۲۰۱۸ وارد زمین شد. او به برنده عنوان نفر دوم نشان فریتز والتر در اوت ۲۰۱۹ شد و در رده زیر ۱۹ سال، پشت سر نیکلاس گریت کون قرار گرفت. از سپتامبر ۲۰۱۹، واگنومن بخشی از تیم زیر ۲۰ سال آلمان بود و هم‌اکنون عضو تیم زیر ۲۱ سال آلمان است.

## زندگی شخصی
واگنومن در هامبورگ به دنیا آمد و بزرگ شد، او پسر مادری اهل ساحل عاج و پدری آلمانی است.